# Satoshi Murayama
Pour les articles homonymes, voir Murayama (homonymie).
Satoshi Murayama (村山 聖, Murayama Satoshi) est un joueur de shōgi professionnel japonais né le 15 juin 1969 à Fuchū dans la préfecture de Hiroshima et mort d'un cancer à 29 ans le 8 août 1998.
La Fédération japonaise de shogi lui décerna le grade de 9e dan (Kudan, grade le plus élevé) à titre posthume le lendemain de sa mort. Sa biographie a inspiré une dramatique télévisée et un film.

## Biographie et carrière
Satoshi Murayama est né en juin 1969 dans le district d'Aki. À l’âge de 5 ans, on lui a diagnostiqué un syndrome néphrotique, une maladie rénale incurable. Il reste hospitalisé pendant plusieurs années. Pendant son hospitalisation, il apprend à jouer au shogi avec son père. Il commence à suivre des cours de shogi à 10 ans.
Il ambitionne de devenir joueur professionnel de shogi et de battre le futur Meijin (maître) Koji Tanigawa. Ses parents lui trouvent un professeur Nobuo Mori (ja). Il rejoint l'école de promotion (pour les apprentis professionnels) en 1983 et devient professionnel à 17 ans le 5 novembre 1986
En octobre 1990, Murayma remporte son premier tournoi professionnel, la 13e édition du championnat Wakashishi. En 1992, il devient challengeur pour la 42e édition du Osho et perd la finale face à Koji Tanigawa. En 1991, il perd la finale du tournoi des jeunes lions (pour les jeunes professionnels) face à Manabu Senzaki.
Il est classé 7e dan à partir de janvier 1993 et 8e dan professionnel en 1995. Il remporte le championnat de shogi Hayazashi rapide en 1996. Il participe au tournois de classement de la classe A (première division) pour le titre de Meijin en 1995-1996, 1996-1997 et sa dernière année, 1998.
En 1997, on lui diagnostique un cancer avancé de la vessie.  Il perd la finale de la Coupe NHK en 1997 face à Yoshiharu Habu. Son état se détériore rapidement et il meurt le 8 août 1998 près de sa maison à Hiroshima.
La Fédération japonaise lui décerne le titre 9e dan le 9 août 1998, le lendemain de sa mort.
En 2000, paraît une biographie de Murayama (Satoshi no seishun (La jeunesse de Satoshi) (ja) écrite par Yoshio Osaki (ja)), qui a été adaptée en drame télévisé diffusé au nouvel an 2001, en pièce de théâtre montée plusieurs fois sur la scène et en un film sorti en 2016.
Selon Manabu Senzaki, conseiller et l'auteur des explications sur le shogi publiées dans le manga March Comes in like a Lion de Chika Umino, le personnage de Harunobu Nikaidō (二海堂 晴信, Nikaidō Harunobu), qui a une santé fragile, a été inspiré par Satoshi Murayama.